# Eleodes granosa
Eleodes granosa es una especie de escarabajo del género Eleodes, tribu Amphidorini, familia Tenebrionidae. Fue descrita científicamente por LeConte en 1866.
Se mantiene activa durante los meses de febrero, marzo, abril, mayo, junio, julio y agosto.

## Descripción
Mide aproximadamente 18 milímetros de longitud.

## Distribución
Se distribuye por Canadá y Estados Unidos.